# Separatieangst
Separatieangst, separatieangststoornis of verlatingsangst is een psychische aandoening die zich bij kinderen kan ontwikkelen, maar ook jongvolwassenen en volwassenen kunnen er aan lijden. In de DSM-5 is de aandoening ingedeeld bij de angststoornissen.

## Kinderen
Kinderen in de leeftijd van achttien maanden tot drie jaar ervaren meestal angst of spanning als hun ouders de kamer verlaten. Vaak zijn kinderen bang voor verlating als ze voor het eerst naar school gaan. Normaal gesproken verdwijnt deze angst snel als hun aandacht wordt verlegd of als ze hun omgeving gaan verkennen. Vanaf de leeftijd van vier hebben kinderen meestal geleerd om enige tijd alleen te zijn.
Als de angst of spanning echter niet op een normale manier verdwijnt, kan er sprake zijn van separatieangst. Het kind is dan overmatig gespannen of angstig als de ouders er niet zijn of heeft erg veel heimwee in een onbekende omgeving. Soms projecteren kinderen hun spanning en maken zich zorgen om het welzijn van hun ouders of verzorgers.

## Volwassenen
Er is lang aangenomen dat separatieangst alleen voorkomt bij kinderen tot het 18e levensjaar. Uit onderzoek is duidelijk geworden dat de stoornis ook bij volwassenen voorkomt. Hier uit het zich onder andere in excessieve vrees om alleen te zijn, maar ook in bijvoorbeeld angst om van huis te gaan, of angst om naar werk of school te gaan. Mensen met een separatieangststoornis hebben voortdurende excessieve angst om belangrijke hechtingspersonen te verliezen. De stoornis kan op relationeel vlak voor veel problemen zorgen, doordat angstige gevoelens ten opzichte van belangrijke hechtingspersonen kunnen leiden tot claimend gedrag, waarmee uiteindelijk juist meer afstand wordt bereikt. Soms komt separatieangst voor als een symptoom van bredere ziektebeelden, bijvoorbeeld bij de borderline-persoonlijkheidsstoornis. Sinds de komst van de DSM-5 kan de diagnose ook officieel bij volwassenen worden gesteld.

## Politiek
In de Belgische politieke context medio 2008 komt het begrip verlatingsangst regelmatig naar boven. Men doelt hiermee op de angst van de inwoners van het Waals Gewest bij een eventuele autonomie van het Vlaams Gewest en het Brussels Hoofdstedelijk Gewest.